# Лологонитль
Лологонитль (ахв. Къуге, авар. Лологъонилъ) — село в Ахвахском районе Дагестана.
Образует сельское поселение село Лологонитль как единственный населённый пункт в его составе.

## География
Село расположено на реке Изанитлар (бассейн р. Ахвах), в 16 км к югу от районного центра — села Карата.

## История
Село Лологонитль образовано в 1937 году путем сселения в местность Кунге жителей 8 окрестных хуторов.

## Население
| 1939  | 1959  | 1970  | 1989  | 2002  | 2010  | 2012  |
| ----- | ----- | ----- | ----- | ----- | ----- | ----- |
| 155   | ↗296  | ↗427  | ↗788  | ↗1166 | ↗1457 | ↗1514 |
| 2013  | 2014  | 2015  | 2016  | 2017  | 2018  | 2019  |
| ↗1533 | ↗1555 | ↗1574 | ↗1593 | ↗1637 | ↗1662 | ↗1663 |
| 2020  | 2021  | 2023  | 2024  | 2025  |       |       |
| ↗1685 | ↗1888 | ↗1918 | ↗1936 | ↘1932 |       |       |

Но в реальности в селе проживает 700—800 человек, а оставшиеся проживают в с. Камышкутан, которое официально не имеет статуса населённого пункта и административно относится к селу Лологонитль.
Национальный состав
Населено коренным народом Западного Дагестана — ахвахцами.